# Phare de Bodic
Le phare de Bodic est situé le long de l'estuaire du Trieux sur la commune française de Lézardrieux. Construit sur le plateau en plein champ, la lanterne se trouve perchée à 48,90 mètres au-dessus de la mer.
L'édifice actuel est un projet présenté par l'architecte et les ingénieurs Condemine et Grattesat, approuvé par décret du 24 mars 1947.
Il remplace un phare allumé le 15 octobre 1867 et détruit par les troupes d'occupation durant la Seconde Guerre mondiale en 1944.

## Construction
La tour cylindrique en maçonnerie est constituée de pierres lisses, elle est accolée à un mur de façade trapézoïdal en maçonnerie lisse avec chaînes d'angle en maçonnerie de pierres apparentes. Le phare est construit sur un terrain d'une superficie de 1 363 m2.

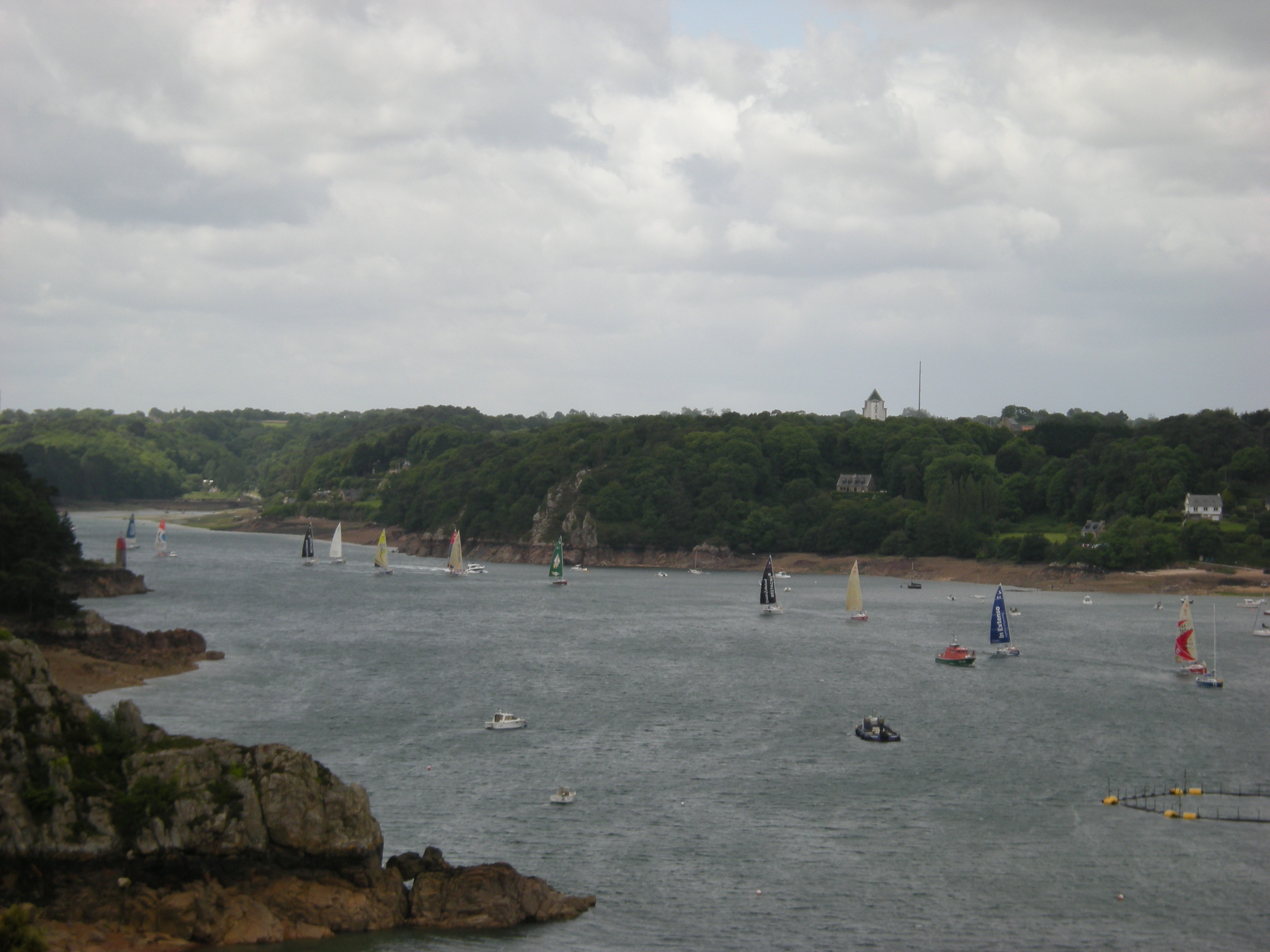
Le phare de Bodic domine la rive gauche du Trieux